# 日利扎
50°50′16″N 26°12′38″E / 50.83778°N 26.21056°E
日利扎（烏克蘭語：Жильжа），是烏克蘭西北部的村莊，隸屬里夫內州的里夫內區。該村處於日利然卡河畔，面積0.8平方公里，海拔高度173米，2001年人口176。